# Cos de Banders d'Andorra
El Cos de Banders és un cos especial del Principat d'Andorra adscrit al Ministeri de Medi Ambient, Agricultura i Sostenibilitat. La seva missió és garantir la conservació i protecció del patrimoni natural i vetllar pel compliment de la normativa vigent en matèria de caça i de pesca i de totes les altres normes que es refereixin a l'equilibri ecològic i al patrimoni natural. El cos fou creat l'any 1988 pel Govern d'Andorra, i el 2015 s'aprovà el reglament que regula els seus drets i deures així com les seves funcions.
Segons la llei del Cos de Banders, aprovada el 18 de desembre del 2008, aquest, com a policia especialitzada, té la missió de protegir la flora, la fauna i la natura en general. Els seus membres són funcionaris que tenen la condició d'agents de l'autoritat. Entre altres, el cos està carregat de vigilar el medi ambient, denunciar infraccions, informar el públic sobre la protecció del medi ambient i de la natura, conduir accions de prevenció, capturar o sacrificar animals perillosos, impedir exportacions il·legals de flora i fauna;, gestionar les autoritzacions de fer foc, lluitar contra els incendis forestals i gestionar la caça, així com investigar les infraccions en les matèries de la seva competència.

## Estructura
Els banders han de tenir la nacionalitat andorrana, ser majors d'edat, tenir el títol de batxillerat i dominar el català, així com tenir coneixements del castellà i del francès. Els candidats són seleccionats després d'una prova que avalua les seves aptituds.
Els membres del Cos de Banders es classifiquen en els següents graus:
- Bander alumne: Bander en període de formació. Té la majoria de funcions i competències, excepte la confecció d'atestats, controls de caçadors i pescadors, la conducció del vehicle oficial i l'ús d'armes de foc.
- Bander en període de prova: Té les mateixes funcions i competències que un bander.
- Bander: Grau bàsic del cos.
- Cap d'unitat: Coordina, programa i efectua el seguiment de l'organització del treball.
- Cap d'àrea: Coordina, controla i planifica l'organització dels recursos humans, mesures davant de situacions anòmales, visites i contactes amb la resta de caps d'àrea i autoritats…
- Director[5]

A més, alguns agents tenen especialitats: la de captura d'animals potencialment perillosos o bé la de monitor de tir i d'activitats professionals, que prepara i examina els caçadors a l'examen del permís de caça i permet la manipulació d'armes de foc.
| Galó |  |  |  |  |  |  |  |  |  |
|      |  |  |  |  |  |  |  |  |  |